# 普纳奥亚
普纳奥亚（亦作，發音：[punaʔauiʔa]）是法国海外集体法屬玻里尼西亞向风群岛行政区的一个市镇，位于大溪地島，是法属波利尼西亚首府帕皮提的郊区。19世纪90年代末，法国画家保羅·高更在此居住，并创作了《我们从何处来？我们是谁？我们向何处去？》。

## 地理
普纳奥亚（17°36'2"S, 149°36'34"W）面积76 平方千米，位于法国海外集体法屬玻里尼西亞向风群岛的大溪地島。
与普纳奥亚接壤的市镇包括：法阿、皮拉埃、马希纳、希蒂阿奥泰拉、帕帕拉、帕埃亞。

## 行政
普纳奥亚的邮政编码为98718、98703，INSEE市镇编码为98738。

## 政治
普纳奥亚的现任市长为辛普利西奥·利桑（Simplicio Lissant）先生，任期为2020-2026年。

## 人口
普纳奥亚于2022年时的人口数量为28,781人。